# Lepidocolaptes fatimalimae
El trepatroncos del Inambari (Lepidocolaptes fatimalimae) es una especie de ave paseriforme de la familia Furnariidae, subfamilia Dendrocolaptinae, perteneciente al numeroso género Lepidocolaptes. Es nativa de la Amazonia occidental en América del Sur.

## Distribución y hábitat
Se distribuye en las selvas húmedas de la Amazonia occidental, en Brasil al sur del río Amazonas, y al oeste del río Madeira (Acre, sur de Amazonas) al oeste hacia la base de los Andes en el norte y centro de Bolivia (al este hasta Santa Cruz), este de Perú (San Martín y Loreto al sur hasta Cuzco y Madre de Dios).

## Sistemática

### Descripción original
La nueva especie L. fatimalimae fue descubierta y descrita por los ornitólogos Elinete Batista Rodrigues, Alexandre Aleixo, Andrew Whittacker y Luciano Nicolas Naka en 2013, su localidad tipo es: «municipalidad de Guajará, 07°23’30.0” S, 72°45’32.53” W, Amazonas, Brasil». El holotipo se encuentra depositado en el Museu Paraense Emílio Goeldi sobre el número  MPEG 74451.

### Etimología
El nombre genérico masculino «Lepidocolaptes» se compone de las palabras del griego «λεπις lepis, λεπιδος lepidos»: escama, floco, y «κολαπτης kolaptēs»: picador; significando «picador con escamas»;   y el nombre de la especie «fatimalimae», conmemora a la zoóloga y conservacionista brasileña Maria de Fátima C. Lima.

### Taxonomía
Es monotípica.
De acuerdo a estudios de filogenia molecular con base en datos de ADN mitocondrial se demostró la existencia de cinco grupos recíprocamente monofiléticos en el complejo L. albolineatus, cada uno correspondiendo a taxones ya nombrados, excepto uno incluyendo aves al sur de los ríos Amazonas/Solimões y oeste del Madeira a quien se describió como la nueva especie Lepidocolaptes fatimalimae (Rodrigues et al. 2013). La distancia genética incorrecta, par a par, entre estos clados variaba desde 3.4% (entre duidae, fatimalimae, fuscicapillus, y layardi) a 5.8% (entre layardi y albolineatus). Vocalmente, estos cinco clados/taxones moleculares también probaron ser muy distintos, reforzando el argumento a su tratamiento como especies independientes (Rodrigues et al 2013). La Propuesta N° 620 al Comité de Clasificación de Sudamérica (SACC) aprobada en diciembre de 2013, reconoció la nueva especie L. fatimalimae y elevó al rango de especies plenas a las anteriormente subespecies de albolineatus Lepidocolaptes duidae, Lepidocolaptes fuscicapillus y L. layardi (este último posteriormente considerado una subespecie de L. fuscicapillus). La nueva especie ya ha sido listada por el Congreso Ornitológico Internacional (IOC), por Clements Checklist, por el Comité Brasileño de Registros Ornitológicos (CBRO) y por el propio SACC.